# Widryny
Widryny (niem. Widrinnen) – wieś w Polsce położona w województwie warmińsko-mazurskim, w powiecie kętrzyńskim, w gminie Reszel.
W latach 1975–1998 miejscowość administracyjnie należała do województwa olsztyńskiego.

## Historia
Wieś istniała już przed 1422 r., ponieważ w roku tym znajdowała się w rejestrze wsi czynszowych.